# Cathédrale de Nola
La cathédrale de Nola est une église catholique romaine de Nola, en Italie. Il s'agit de la cathédrale du diocèse de Nola.